# Erigeron procumbens
Erigeron procumbens là một loài thực vật có hoa trong họ Cúc. Loài này được (Houst. ex Mill.) G.L.Nesom mô tả khoa học đầu tiên năm 1985.